# Список українських літературних періодичних видань
Список україномовних літературних періодичних видань об'єднує найважливіші газети, журнали та альманахи, у яких друкувалися в основному оригінальні, а не перекладні літературні твори та літературознавчі статті українською мовою. 

## Журнали
| Назва                        | Зображення | Час існування | Тип             | Періодичність               | Головні редактори | Посилання                                                                  |
| ---------------------------- | ---------- | ------------- | --------------- | --------------------------- | --- | -------------------------------------------------------------------------- |
| Арка                         |            | 1947-1948     | журнал          | щомісячно                   | В. Петров, Ю. Шевельов | Бібліографічний покажчик [Архівовано 29 листопада 2014 у Wayback Machine.] |
| Березіль                     |            | 1956          | журнал          | 10 разів на рік             | Володимир Науменко | https://web.archive.org/web/20110907053910/http://www.berezil.kh.ua/       |
| Вітчизна                     |            | 1941          | журнал          | щомісяця                    | Ю. Яновський, Л. Дмитерко |                                                                            |
| Дніпро                       |            | 1927          | журнал          | 12 разів на рік             | Микола Луків | http://dnipro-ukr.com.ua/ [Архівовано 9 серпня 2011 у Wayback Machine.]    |
| Дух і літера                 |            |               | журнал          |                             | |                                                                            |
| Донбас                       |            | 1923          | журнал          |                             | B.C. Логачов (від 1989) |                                                                            |
| Кур'єр Кривбасу              |            | 1994          | журнал          | кожні два місяці            | Григорій Гусейнов | http://courier.at.ua [Архівовано 23 березня 2022 у Wayback Machine.]       |
| Література плюс              |            | 1998          | журнал          |                             | Андрій Бондар (1998-2000) |                                                                            |
| Літературно-науковий вістник |            | 1898-1932     | журнал          | місячник                    | Іван Франко, Михайло Грушевський, Дмитро Донцов |                                                                            |
| Літературний ярмарок         |            | 1928-1930     | журнал-альманах | місячник                    | Микола Хвильовий |                                                                            |
| Нова генерація               |            | 1927-1930     | журнал          |                             | Михайль Семенко |                                                                            |
| Нові поезії                  |            | 1959-1971     | журнал          |                             | |                                                                            |
| Світо-Вид                    |            | 1990 - 1999   | журнал          |                             | Марія Ревакович, Ігор Римарук, Василь Герасим'юк, Роман Бабовал, Віра Вовк, Тадей Карабович, Марко Павлишин, Павло Романюк                                                                     |                                                                            |
| Склянка Часу*Zeitglas        |            |               | журнал          |                             | Олександр Апальков | https://web.archive.org/web/20100608222324/http://libra.in.ua/series/928   |
| Слово і час                  | 1957       |               | журнал          |                             | Олександр Білецький, Ігор Дзеверін, Віктор Бєляєв, Віталій Дончик, Лукаш Скупейко |                                                                            |
| Сучасність                   |            | 1961 - 2013   | журнал          | місячник                    | Іван Кошелівець (1961-1966 і 1976-1977), Вольфрам Бургардт (1967-1970), Богдан Кравців (1970-1975), Марта Скорупська (1978&), Юрій Шевельов (1978—1981), Іван Дзюба, Ігор Римарук, Тарас Федюк |                                                                            |
| Стос                         |            | 2013          | Інтернет-журнал | Сайт оновлюється періодично | Гаврильченко Аліса | http://stos.com.ua/ [Архівовано 28 грудня 2013 у Wayback Machine.]         |
| Термінус                     |            | 1986 - 1989   | журнал          |                             | Марко Стех |                                                                            |
| Українська Хата              |            | 1909 - 1914   | журнал          | місячник                    | |                                                                            |
| Четвер                       |            | 1989          | журнал          |                             | Юрій Іздрик |                                                                            |

## Газети
| Назва                         | Зображення | Час існування | Тип    | Періодичність | Головні редактори | Посилання                                                                  |
| ----------------------------- | ---------- | ------------- | ------ | ------------- | --- | -------------------------------------------------------------------------- |
| Літературна Україна           |            | 1927          | газета |               | Б. Коваленко, І. Ле, П. Усенко, І. Кочерга, Л. Новиченко, А. Хижняк, Д. Цмокаленко, П. Загребельний, І. Зуб, В. Виноградський, А. Хорунжий, П. Перебийніс, Б. Рогоза, В. Плющ, П. Перебийніс, М. Сидоржевський, С. Козак |                                                                            |
| Українська Літературна Газета |            | 1955 - 1960   | газета | місячник      | Іван Кошелівець, Юрій Лавріненко |                                                                            |
| Українська літературна газета |            | 2009          | газета |               | Михайло Сидоржевський | http://www.litgazeta.com.ua [Архівовано 29 жовтня 2019 у Wayback Machine.] |

## Альманахи
| Назва                                                         | Зображення | Час існування | Періодичність      | Головні редактори                | Посилання                                                                                                 |
| ------------------------------------------------------------- | ---------- | ------------- | ------------------ | -------------------------------- | --- |
| Альманах поезій та перекладів / альманах: Meridian Czernowitz |            |               | щорічно            |                                  | |
| Зерна                                                         |            | 1994          |                    |                                  | |
| ЗНАК. Альманах молодої української літератури                 |            | 2013          |                    | Упорядник О. Коцарев             | https://web.archive.org/web/20140407063321/http://www.smoloskyp.org.ua/main/1215-2013-09-24-09-15-20.html |
| Кальміюс                                                      |            | 1999          | 2-3 рази на рік    | Олег Соловей                     | www.kalmiyus.h1.ru [Архівовано 31 березня 2015 у Wayback Machine.]                                        |
| Літакцент                                                     |            | 2008          |                    | Володимир Панченко               | litakcent.com [Архівовано 23 лютого 2012 у Wayback Machine.]                                              |
| Літературний ярмарок                                          |            | 1928-1930     | місячник           | Микола Хвильовий                 | |
| Потойбіч паузи                                                |            | 2005          |                    |                                  | |
| Русалка Дністровая                                            |            | 1837          |                    |                                  | |
| Сві-й-танок                                                   |            | 2002          | щорічно            | Ткаченко Анатолій, Гладун Дарина | http://svi-j-tanok.webnode.com.ua/ [Архівовано 5 січня 2015 у Wayback Machine.]                           |
| Складка                                                       |            | 1887-1897     | вийшов чотири рази | В. Александров, К. Білиловський  | |
| Скриня                                                        |            | 1973          | вийшов один раз    | Григорій Чубай                   | |
| Хіппі у Львові                                                |            | 2011          |                    | Іван Банах                       | |
| digital Романтизм                                             |            |               |                    |                                  | |
| Левада                                                        |            | 2001          | щорічно            |                                  | |